# Waverly (comté de Tioga, New York)
Pour les articles homonymes, voir Waverly.
Ne doit pas être confondu avec Waverly (comté de Franklin, New York).
Waverly est un village du comté de Tioga, dans l'État de New York, aux États-Unis,. En 2010, il compte une population de 4 444 habitants.

## Démographie
Lors du recensement de 2010, la ville comptait une population de 4 444 habitants, tandis qu'en 2019, elle est estimée à 4 115 habitants.